# پل خواجو
پل خواجو، درشهر اصفهان و بر روی رودخانه زاینده‌رود در شرق سی وسه پل قرار دارد.
خواجو شکل تحریف شده کلمه خواجه است که به مناسبت لقب بزرگان و خواجه‌های عصر صفوی در محله مجاور این پل بدین عنوان نامیده‌اند. این بنا در ۱۵ دی ۱۳۱۰ به شماره ثبت ۱۱۱ ثبت ملی شده است و در ۱۰۶۰ قمری برابر با ۱۰۲۹ خورشیدی و ۱۶۵۰ میلادی به شکل فعلی آن احداث و ساخته شد.

## نام
این پل را همچنین پل شاه، پل بابا رکن‌الدین (مسیر رفتن به خانقاه و آرامگاه بابا رکن‌الدین و تخت فولاد) و پل حسن‌بیگ (نام پل قبلی که در زمان شاه‌عباس تخریب شد و این پل به جای آن ساخته شد) یا پل شیراز هم نامیده‌اند و از بناهای شاه عباس دوم صفوی است، که در سال ۱۰۶۰ هجری قمری بنا شده است. در میانه پل خواجو، ساختمانی مخصوص، که به بیگلربیگی شهرت دارد بنا شده است، که برای اقامت موقتی شاه صفوی و خانواده او ایجاد شده بود و هم‌اکنون نیز وجود دارد و طاق‌های آن دارای تزئینات نقاشی بسیار زیبایی است و در واقع پل خواجو به خاطر معماری و تزئینات کاشیکاری آن از دیگر پل‌های زاینده رود مشهورتر است. درازای پل ۱۳۳ متر و پهنای آن /۱۲ متر است. این پل را به نام‌های دیگری نیز خوانده‌اند ولی به سبب قرار گرفتن در محله خواجو به پل خواجو معروف است.

## ویژگی‌ها

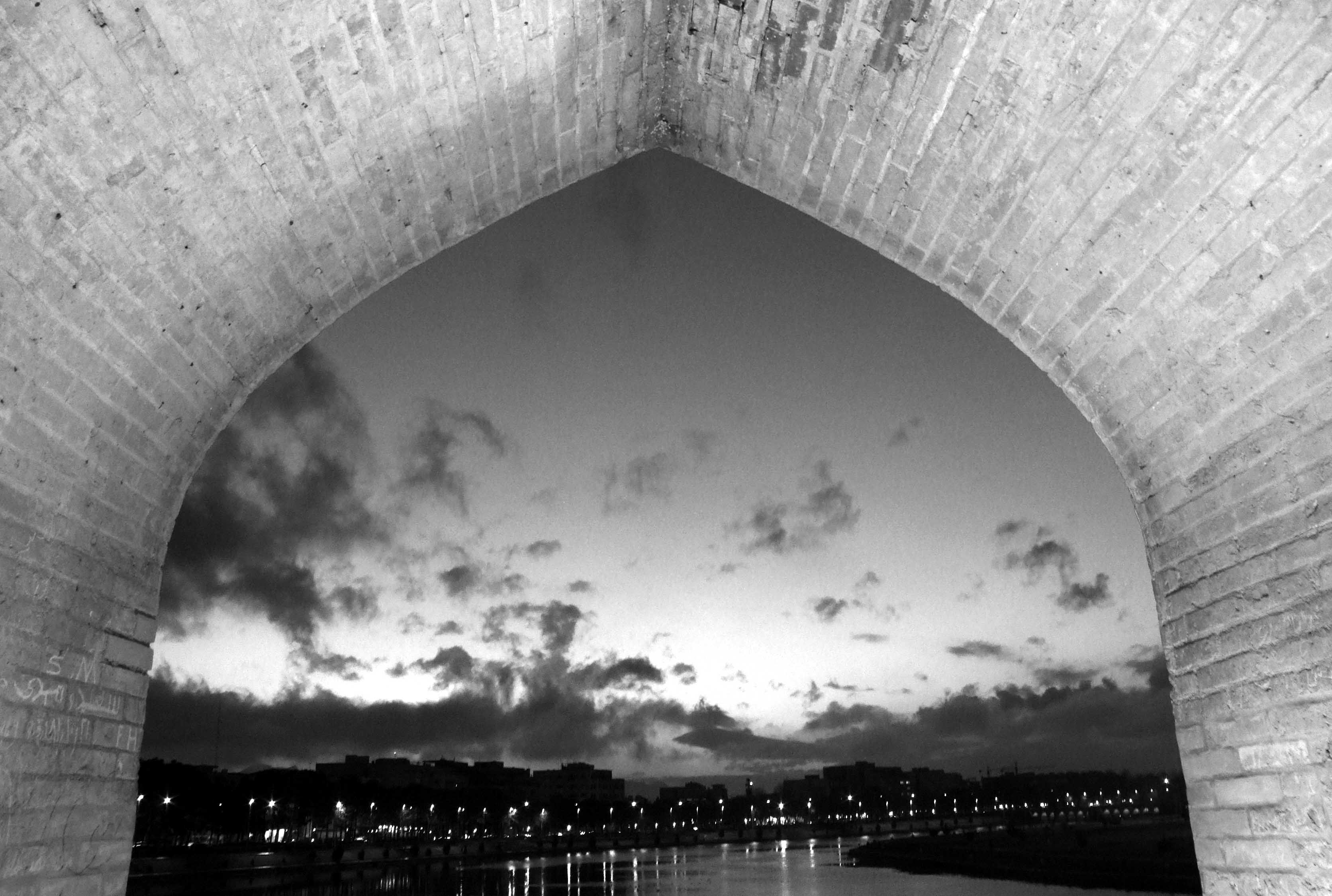
پل خواجو

پل خواجو به خاطر معماری و تزئینات کاشی‌کاری آن از دیگر پل‌های زاینده رود مشهورتر است. این پل که در دوران صفوی یکی از زیباترین پل‌های جهان به‌شمار می‌رفت، بیشتر به منزله سد و بند بوده است. در میان هریک از دو ضلع شرقی و غربی پل ساختمانی بنا شده که شامل چند اتاق مزین به نقاشی است. این ساختمان که -شاه نشین- نامیده می‌شود، در آن دوره جایگاه بزرگان و امیرانی بوده که برای تماشای مسابقات شنا و قایقرانی بر روی دریاچه مصنوعی به این مکان فراخوانده می‌شدند. یک نیمکت سنگی تمام چیزی است که از صندلی پادشاه باقی‌مانده است. به سخن پروفسور اپهام پوپ و ژان شاردن، پل خواجو «یک اثر تاریخی اوج معماری پل فارسی و یکی از جالب‌ترین پل‌هایی است که وجود دارند … که در کل آن ضرباهنگ و شرافت و عزت و ترکیب شادترین قوام، ابزار، زیبایی، و تفریح و سرگرمی وجود دارد».
این پل دارای ۲۴ دهانه است که از مکعب‌های به دقت تراش‌خورده ساخته شده و در بخش میانی، با سدهای چوبی برای گرفتن جلو رودخانه مسدود گردیده است.
خواجو یکی از پل‌هایی است که در تنظیم جریان آب در رودخانه به دلیل وجود دروازه بند یا دریچه در زیر قوس‌هایش نقش داشته است. هنگامی که دریچه‌های سد بسته می‌شده است، سطح آب در پشت پل بالا آمده، امکان ایجاد دریاچه در پشت پل مهیا می‌شده است. بنای این سد و دریاچه برای این بوده که منظره ای جهت عمارات و باغهای واقع در آن محل باشد و در هنگام جلوس در آن عمارات و باغات از منظره دریاچه ای که با بستن سد ایجاد می‌گردید لذت برند. در حقیقت با مسدود کردن دهانه‌های زیرین پل خواجو، قسمت غربی آن به صورت دریاچه کوچکی در می‌آید. در دوره شاه عباس دوم در مواقعی که در کاخهای هفت دست و آئینه خانه مراسم رسمی برپا بوده است پل خواجو تخته بند می‌شده است و قسمتی از رودخانه که در مقابل کاخهای سلطنتی واقع بوده است به صورت دریاچه درمی‌آمده، و بروی آبهای این دریاچه مراسم آتش بازی به عمل می‌آمده است. در واقع کارکرد اصلی این سد و تخته بند کردن، ایجاد دریاچه جهت جشنها و مراسمهای شاهی بوده است.

## شیرهای سنگی پل خواجو
مطلبی که در سالهای اخیر در مورد شیرهای سنگی پل خواجو به اشتباه رایج شده است، چنین است که این شیرها را به عنوان نمادی خاص یا نگهبانان پل، نگهبانان اصفهان یا زاینده رود از زمان صفویه می‌دانند؛ در حالیکه قدمت وجود شیرهای سنگی در اصفهان برابر آثار به جای مانده در اصفهان به ویژه در اماکن مذهبی و حتی برخی امامزاده‌ها، علی‌رغم تخریب گسترده این آثار، در مواردی به دوران جهانشاه آق قویونلو و حتی برابر آثار و کتب منتشر شده از قبرستان قدیمی آب بخشان به سالهای قرون سوم ه‍.ق نیز می‌رسد. اما برابر تصاویر به جای مانده از سفرنامه‌های اروپائیان، به ویژه شاردن، و همچنین روایات و پژوهش‌های صورت گرفته در مورد پل خواجو، هیچگونه نشانه ای از حضور این شیرهای سنگی و ارتباطات زمانی و موضوعی خاصی برای آنها با پل خواجو نمی‌توان یافت؛ چرا که اصولاً ماهیت اصلی و چرایی گسترش این شیرها به ویژه از دوران صفویه به این سو، مرتبط با مسائل و اماکن مذهبی است.
در میان هریک از دو ضلع شرقی و غربی پل، ساختمانی بنا شده که شامل چند اتاق مزین به نقاشی است. این ساختمان که شاه‌نشین نامیده می‌شود، در آن دوره جایگاه بزرگان و امیرانی بوده که برای تماشای مسابقات شنا و قایقرانی بر روی دریاچه مصنوعی به این مکان اعزام می‌شدند. در گوشه‌های ضلع شرقی پل خواجو دو شیرسنگی وجود دارد که ظاهراً نماد سپاهیان بختیاری محافظ اصفهان و زاینده‌رود بوده‌اند.
در کتاب دانشنامهٔ تخت فولاد جلد دوم در بخش معرفی شیرهای سنگی، به نقل از استاد جلال الدین همایی ذکر شده که تعداد شیرهای سنگی اصفهان دوازده عدد هستند. این شیرها در محله‌های درب کوشک، آب بخشان، درب امام، امام زاده احمد، امام زاده حمزه، گلستانه، خواجه علی شاه، امام زاده اسماعیل، طوقچی و تخت فولاد هستند. استاد جلال الدین همایی در مورد اصالت تاریخی و مکان اولیه این شیرها چنین نقل می‌کنند که: «در تخت فولاد هم دو عدد شیر سنگی بود نزدیک آب انبار قدیمی اوایل تخت فولاد، مابین تکیه شهشهان و تکیه سید محمد ترک. در تغییراتی که در زمان پهلوی داده شد، این دو شیر را از محل خود نقل مکان کرده دو طرف پل خواجو قرار دادند و اکنون آنجاست.» در تکمیل این موضوع بر اساس شنیده‌ها استاد چنین می‌گویند که: «از مردم محلی شنیده یکی از این شیرها سابق در محل دروازه طوقچی قرار داشته است و بعد از تخریب دروازه تاریخی طوقچی، آن را به پل خواجو می‌آورند.» لذا هیچگونه ارتباطی بین این شیرهای سنگی با موضوعی خاص و مکان فعلی آنها وجود ندارد و اکثراً نشانی از اماکن مذهبی، امامزاده‌ها یا دروازه‌ها (ورودی) محله‌های شهر بوده است؛ ولی حسب تغییرات و دستورها از مکان اولیه خود جابجا شده‌اند. برخی دلیل این نقل مکان را خواسته عباس بهشتیان، از محققین و اصفهان پژوهان، جهت حفظ و نگهداری بهتر آنها می‌دانند.
تاریخ تعمیر این پل مطابق کتیبه کوفی که در طرف راست جنوبی پل است در سال ۱۲۹۰ هجری به‌سعی نصراله‌خان در زمان ناصرالدّین‌شاه قاجار می‌باشد.
نحوه مرمت این پل مورد انتقاد قرار گرفته است، چون دست‌اندرکاران در سال ۱۳۸۸ با زیرپا گذاشتن اصل حفظ اصالت و سندیت طرح و ماده تشکیل‌دهنده اثر و تعویض سنگ‌های قدیمی پله‌ها با سنگ‌های جدید به اصلیت این بنای اصیل ایرانی آسیب زدند.

## در اشعار و نوشته‌ها
شعرای اصفهان دربارهٔ پل خواجو اشعار زیبایی سروده و در این سروده‌ها زیبایی‌های آن را ستوده‌اند. از جمله این سروده‌ها قصیده بلند صائب تبریزی در وصف یکی از روزهای جشن و چراغانی در کنار این پل است. به نوشته تاریخ نگاران و پژوهشگرانی که دربارهٔ سلسله صفوی بررسی کرده‌اند، هدف شاه عباس دوم از ساختن پل خواجو پیوند دادن دو محله خواجو و دروازه حسن‌آباد با تخت فولاد و راه شیراز بوده است. گردشگران و جهانگردانی که در دوره‌های گوناگون به اصفهان آمده‌اند، زیبایی‌های پل خواجو را ستوده، آن را در زمره شاهکارهای جاودانه معماری ایرانی و اسلامی به‌شمار آورده‌اند.
قصیده افتتاحیه پل خواجو (شاهی) شامل ۴۵ بیت است که با این ابیات شروع می‌شود:

بحکم پادشاه استاد تردست **** پلی بر زنده رود اصفهان بست
که ریزد سیل هنگام بهارش**** بجوی کهکشان از ابشارش
پلی بر روی دریا تازه بستند**** براجزای زمین شیرازه بستند
پل از دریاچه بیند جلوه خویش**** نهاده چون عروس آئینه در پیش
.....

نقش جهان اصفهان

## تخریب و آسیب‌ها
در روز ۲۵ اسفند ۱۴۰۲ سه روز پس از جشن چهارشنبه‌سوری در شامگاه ۲۲ اسفند ۱۴۰۲ برگزار شد، اعلام شد که افرادی ناشناس با پرتاب ترقه و نارنجک دست‌ساز خسارت جبران‌ناپذیری به پل خواجو وارد کرده‌اند. به گفتهٔ مدیرکل میراث فرهنگی استان اصفهان یک ترقهٔ بزرگ به سقف شاه‌نشین پل خواجو اصابت کرده است. وی با بیان اینکه یگان حفاظت میراث فرهنگی در شب چهارشنبه‌سوری در محل حضور داشته، مدعی شد که ترقه فردای روز چهارشنبه‌سوری به پل اصابت کرده است. همچنین فرماندهٔ یگان حفاظت میراث فرهنگی اصفهان هم بروز آسیب به پل خواجو در نتیجهٔ اصابت ترقه در شب چهارشنبه‌سوری را تکذیب کرد.

## نگارخانه

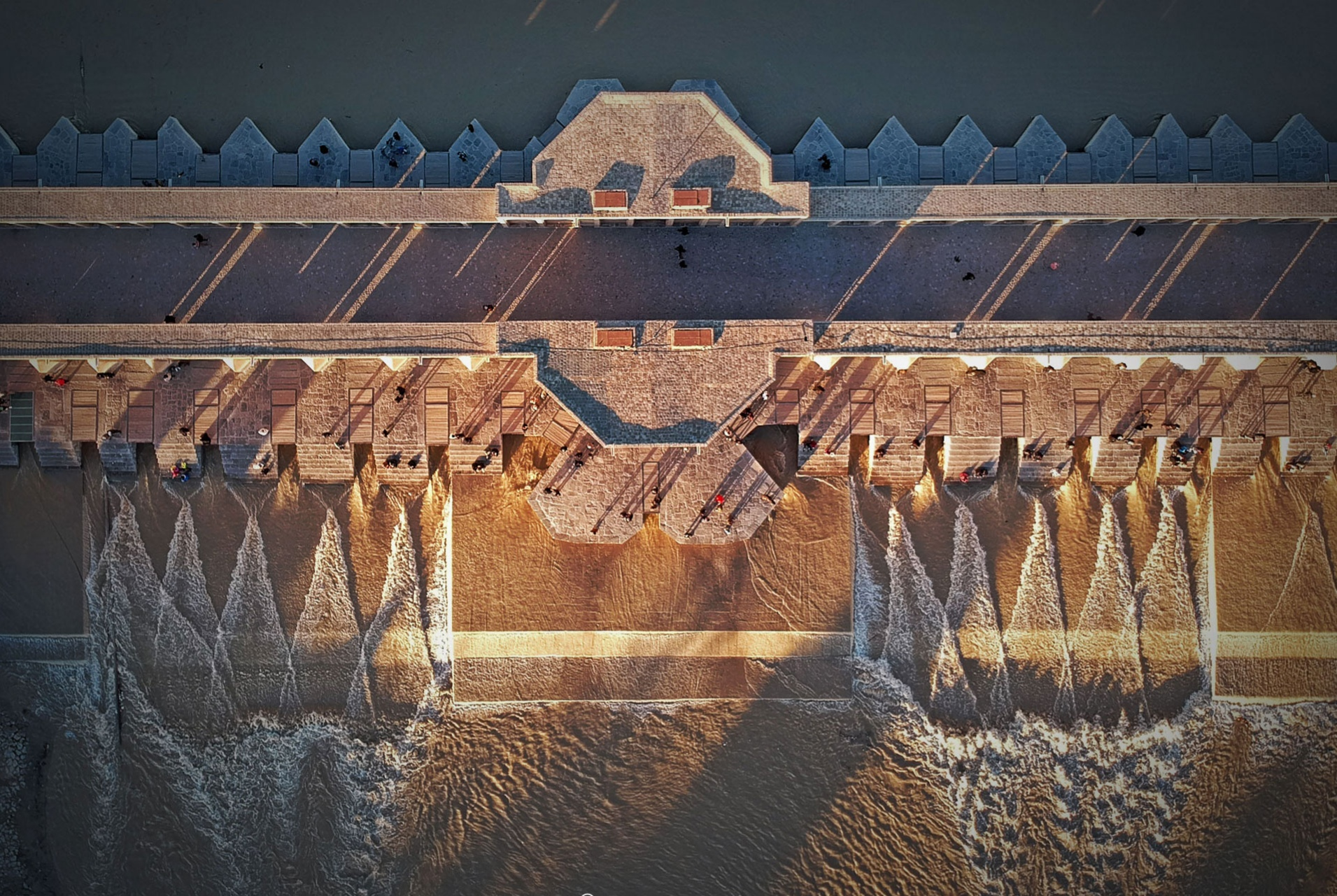
پل بابا رکن الدین (پل خواجو)
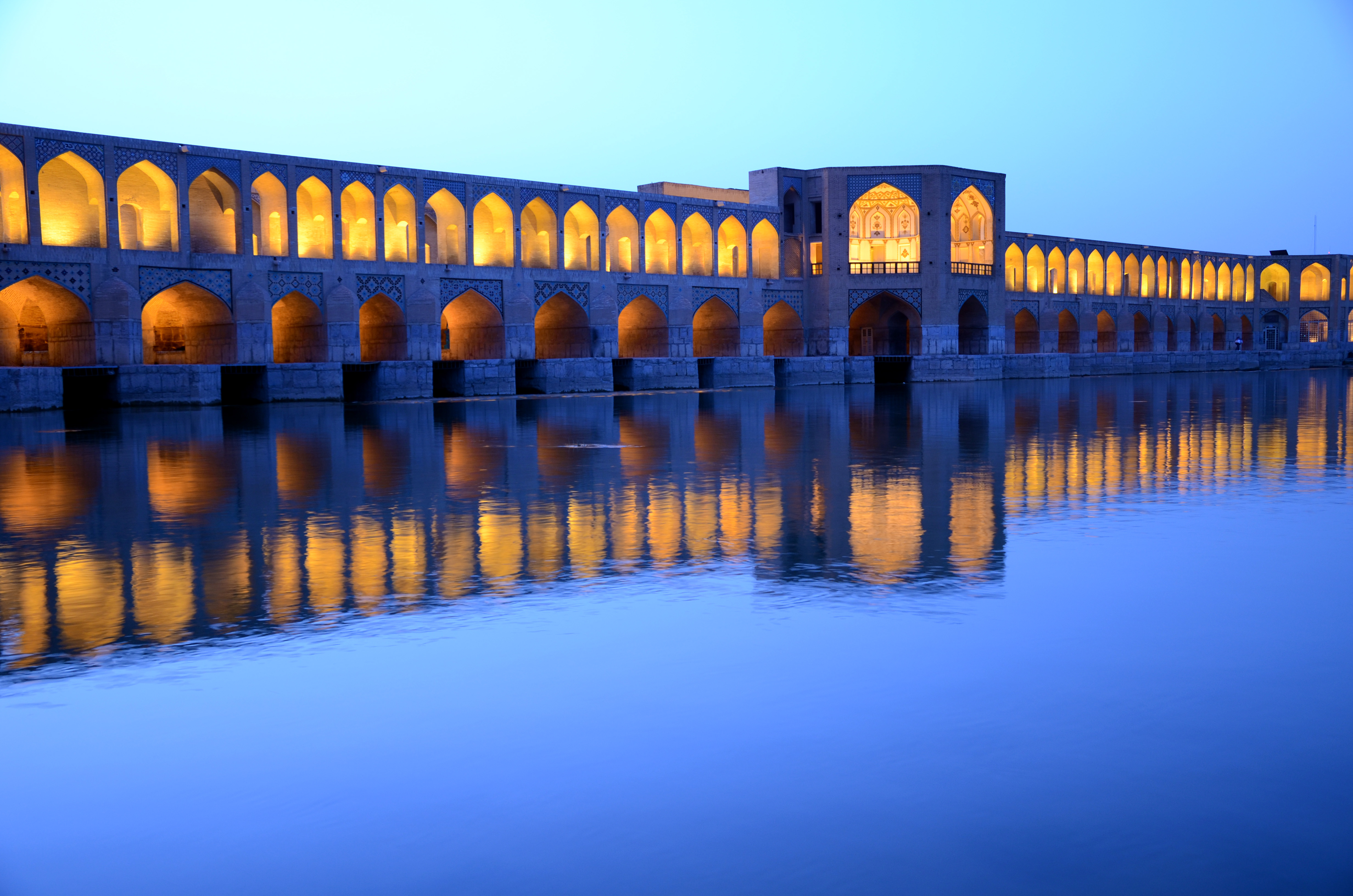
پل خواجو از آسمان
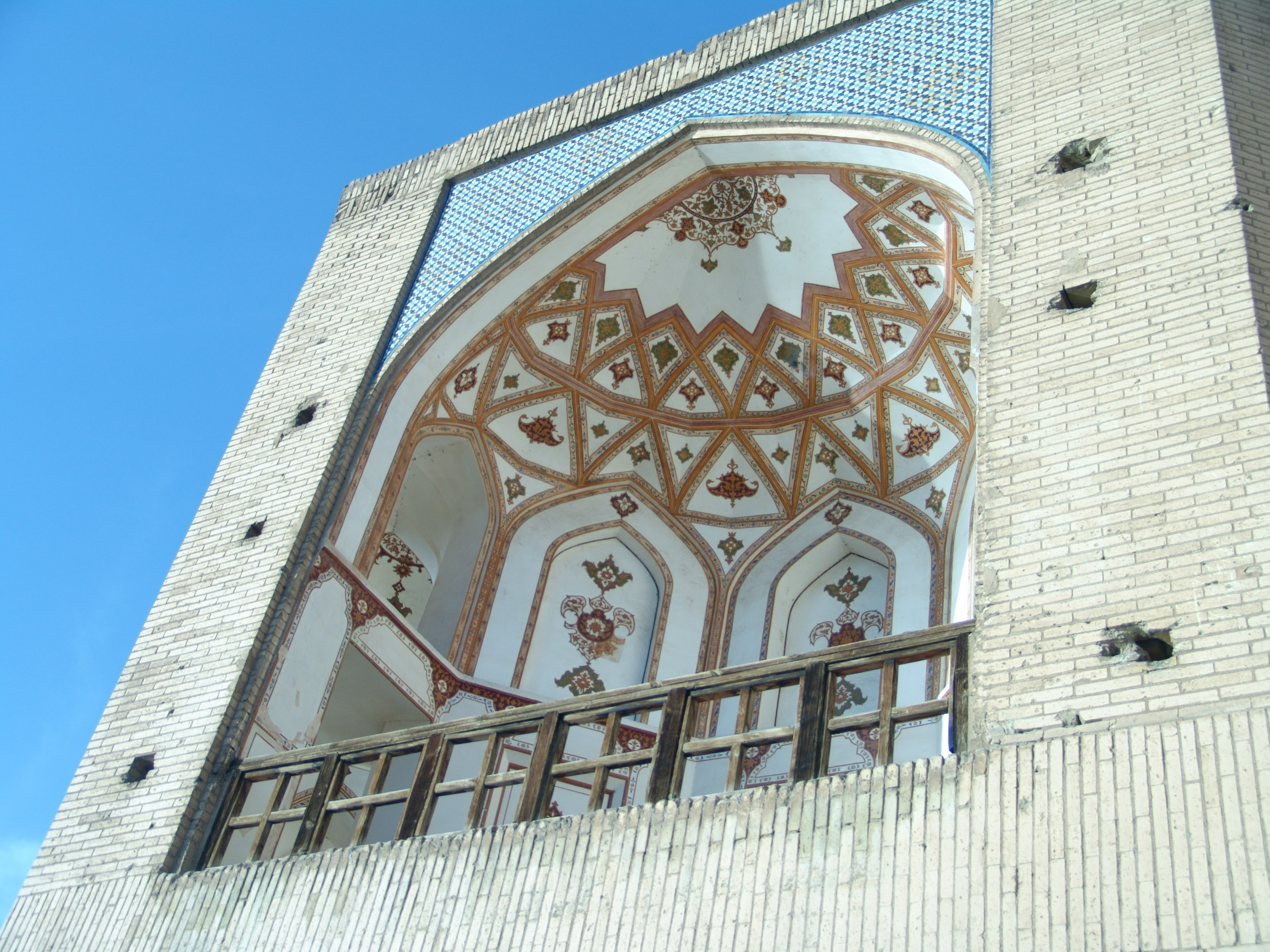
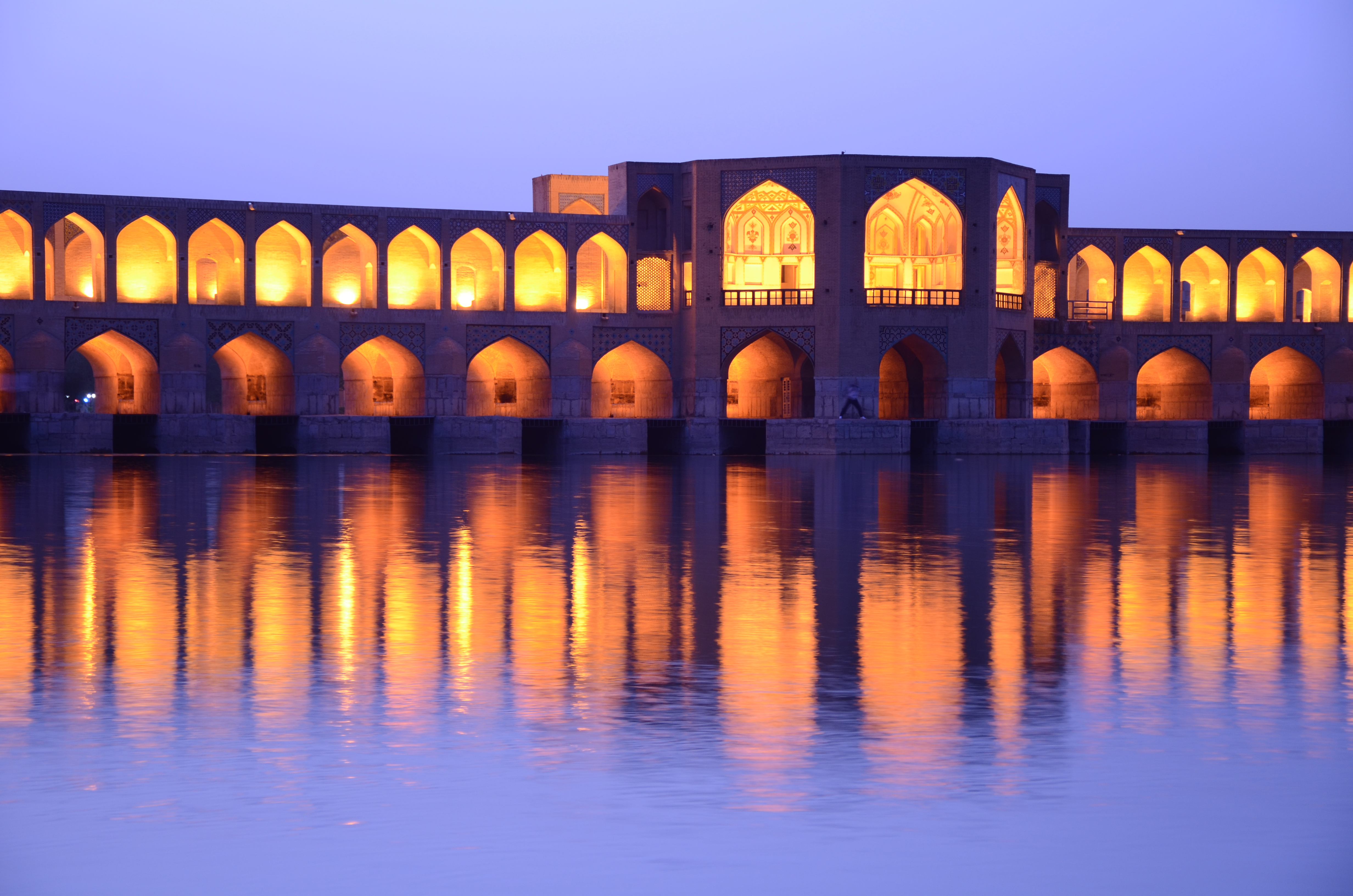
اصفهان - پل تاریخی خواجو
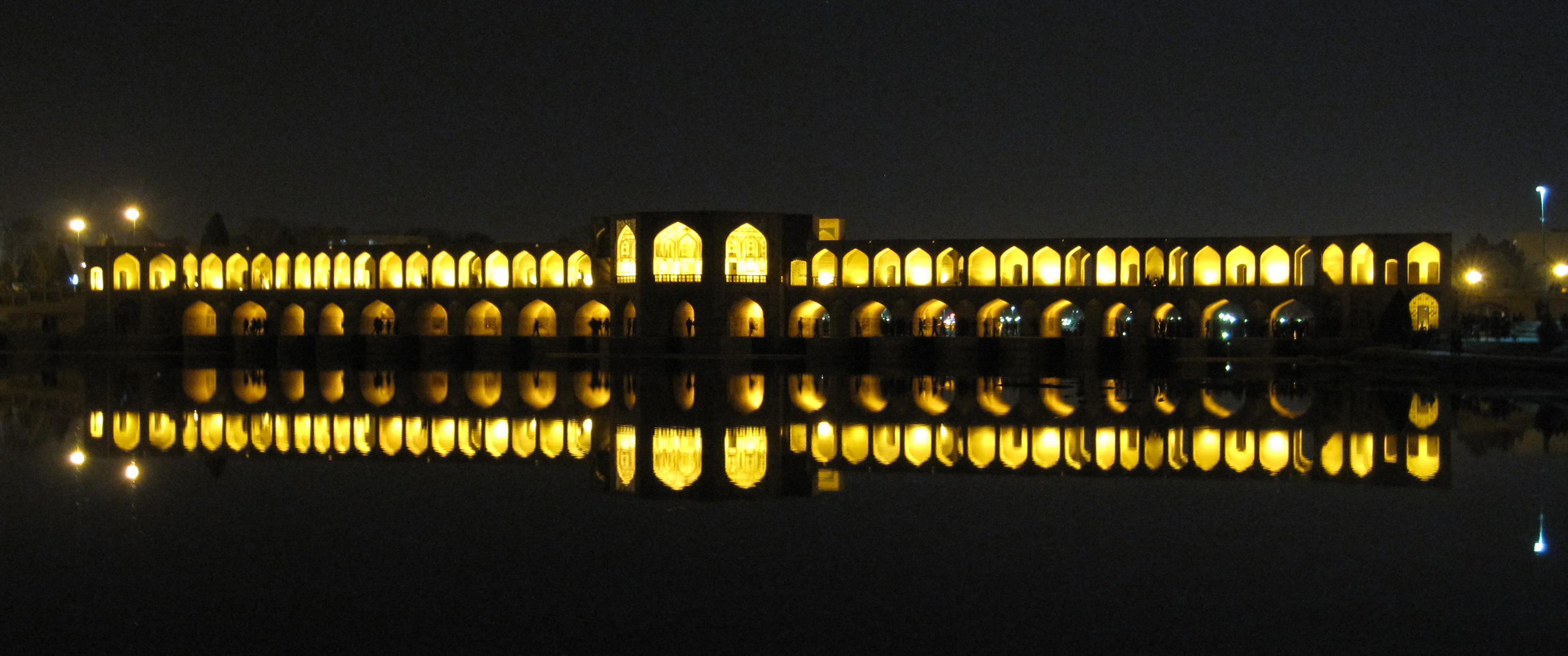
اصفهان - پل خواجو
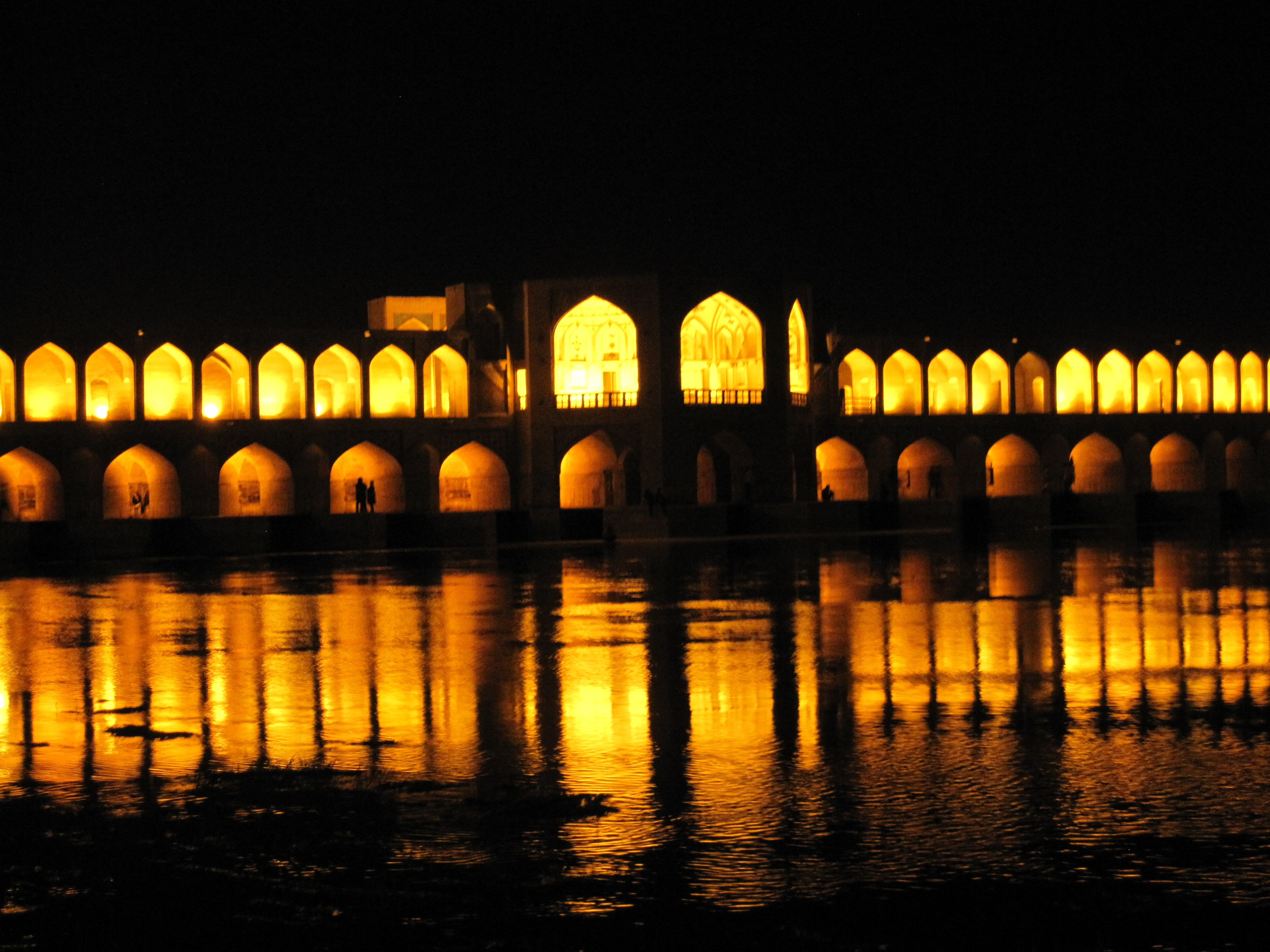
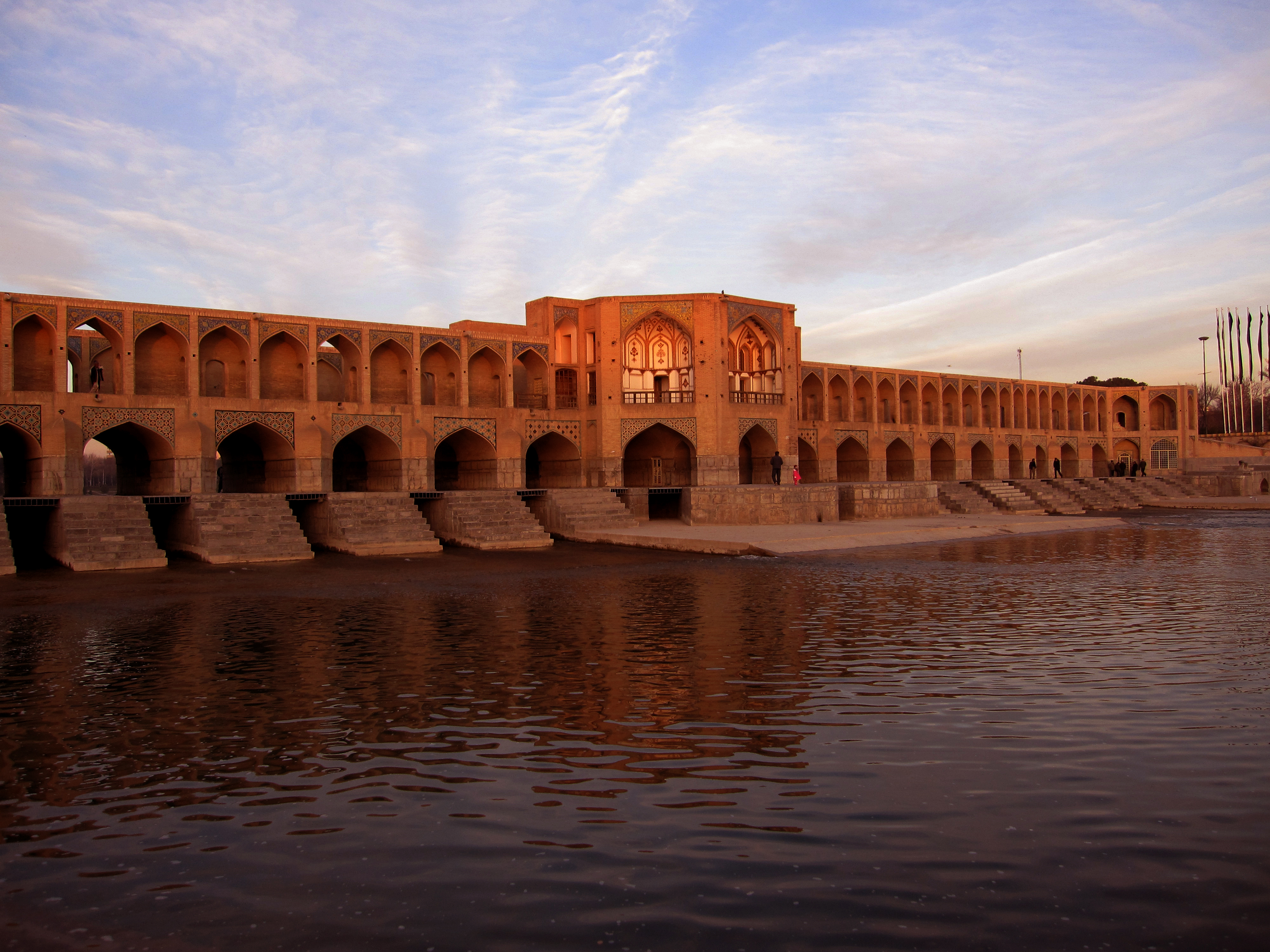
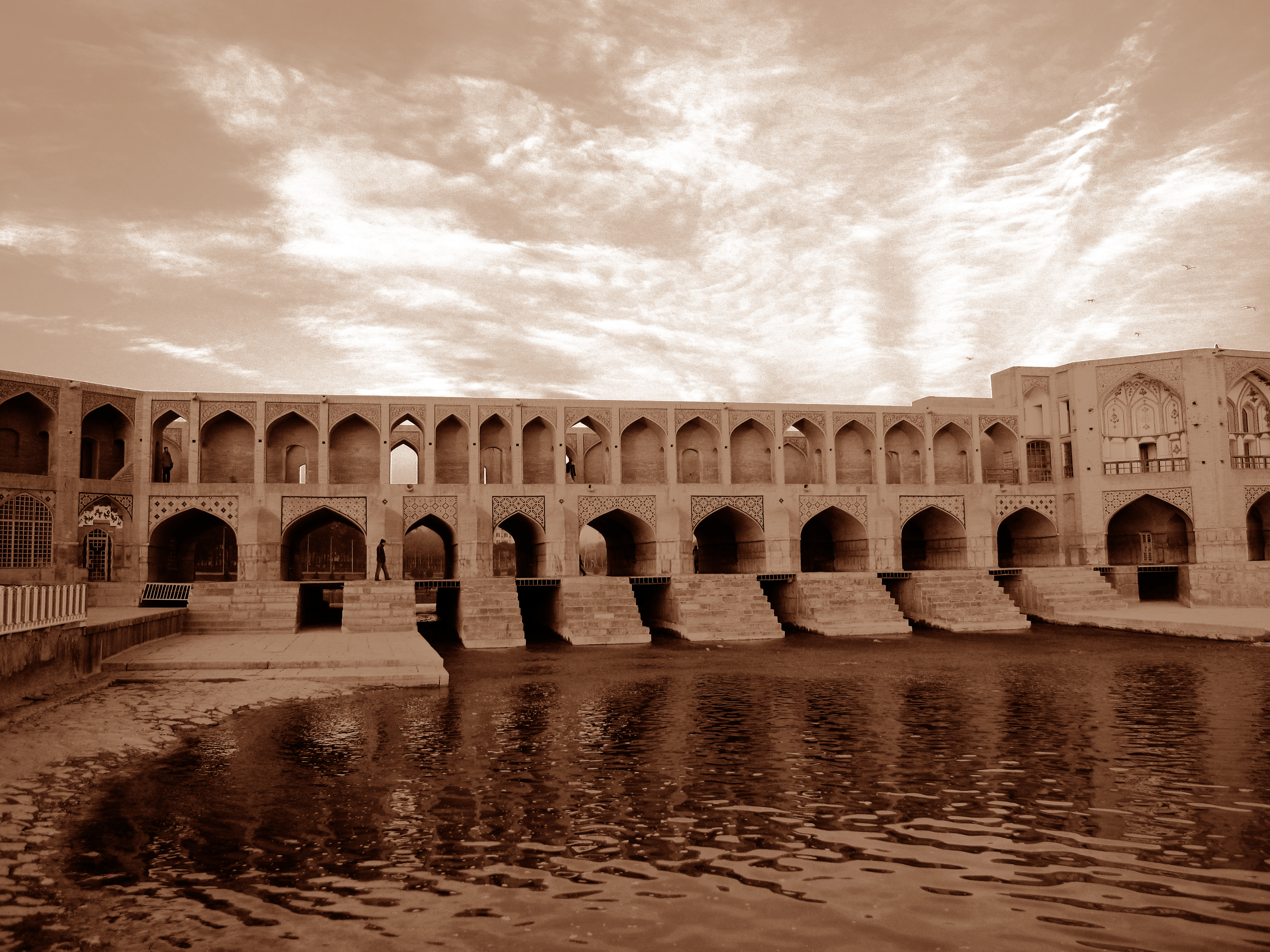
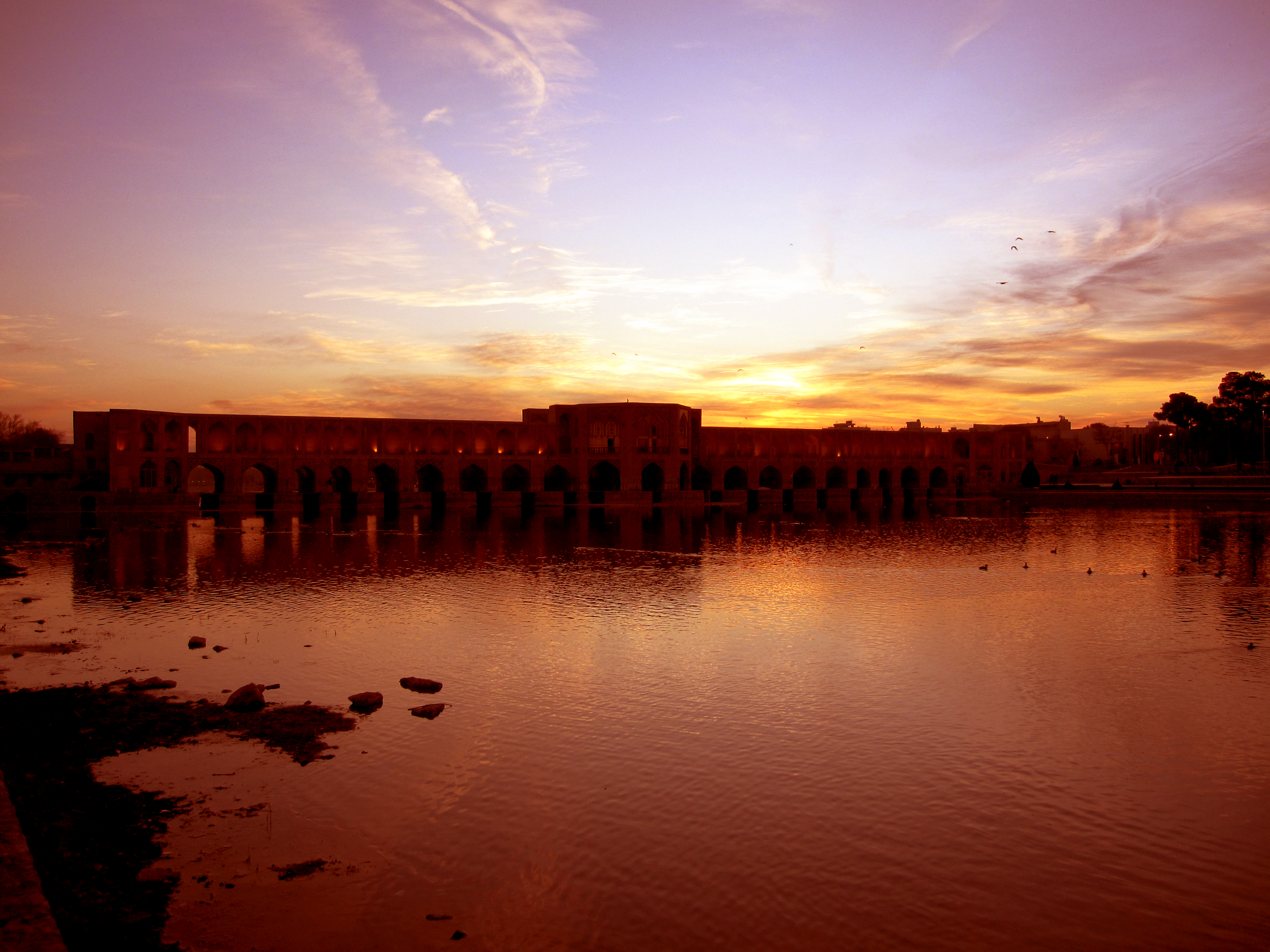

- اصفهان - پل خواجو
مردم در کنار پل خواجو
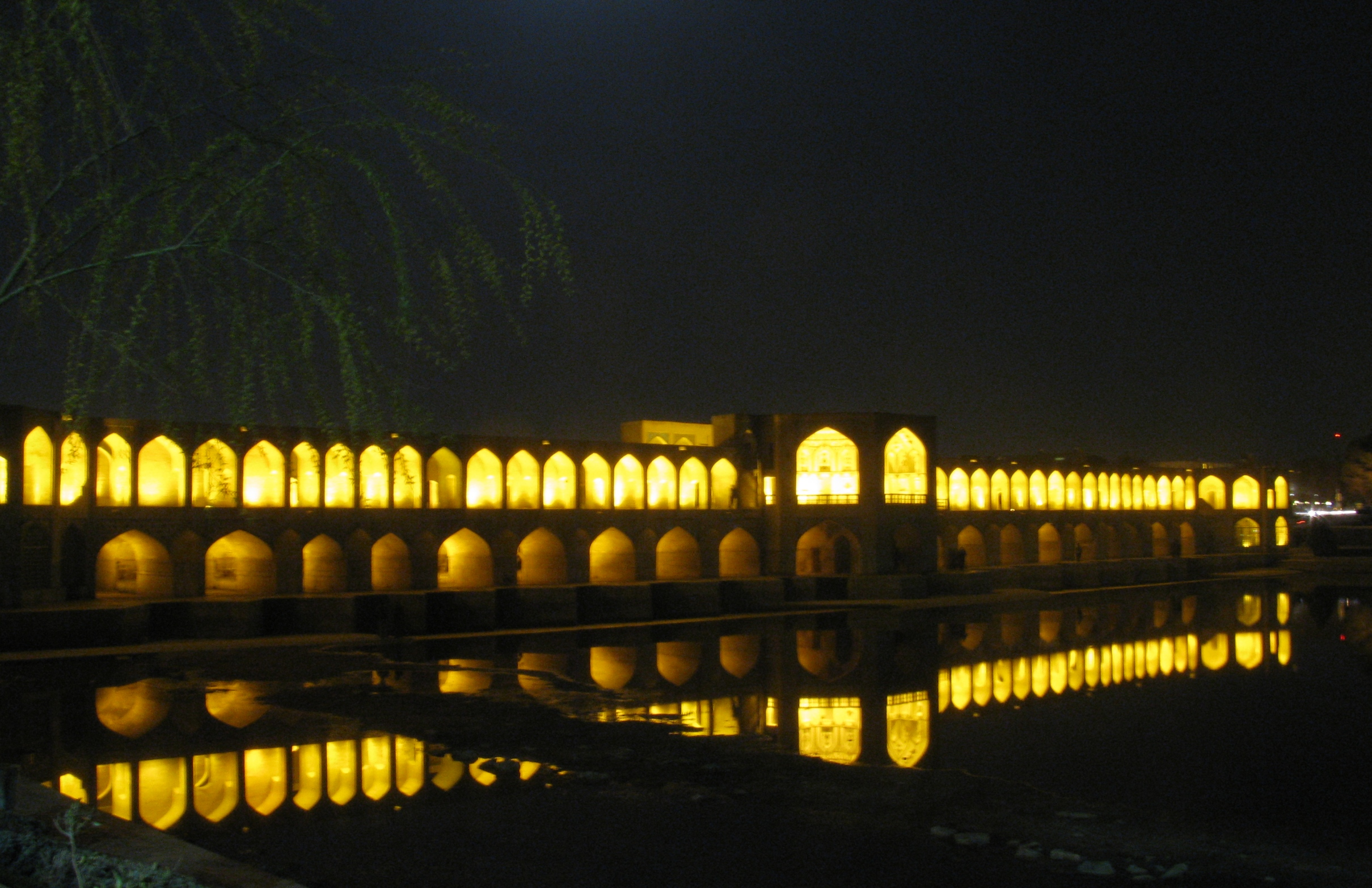
پل خواجو در شب
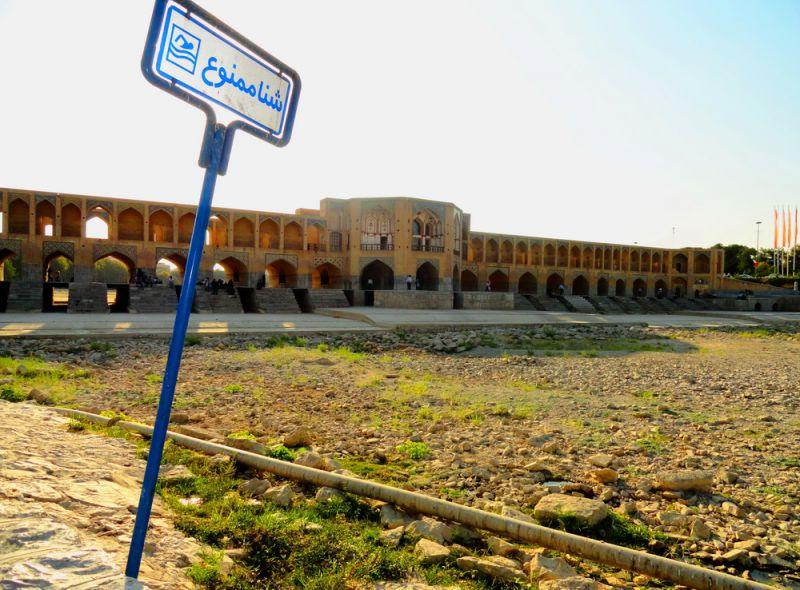
پل خواجو و خشک شدن شدن آب زاینده رود
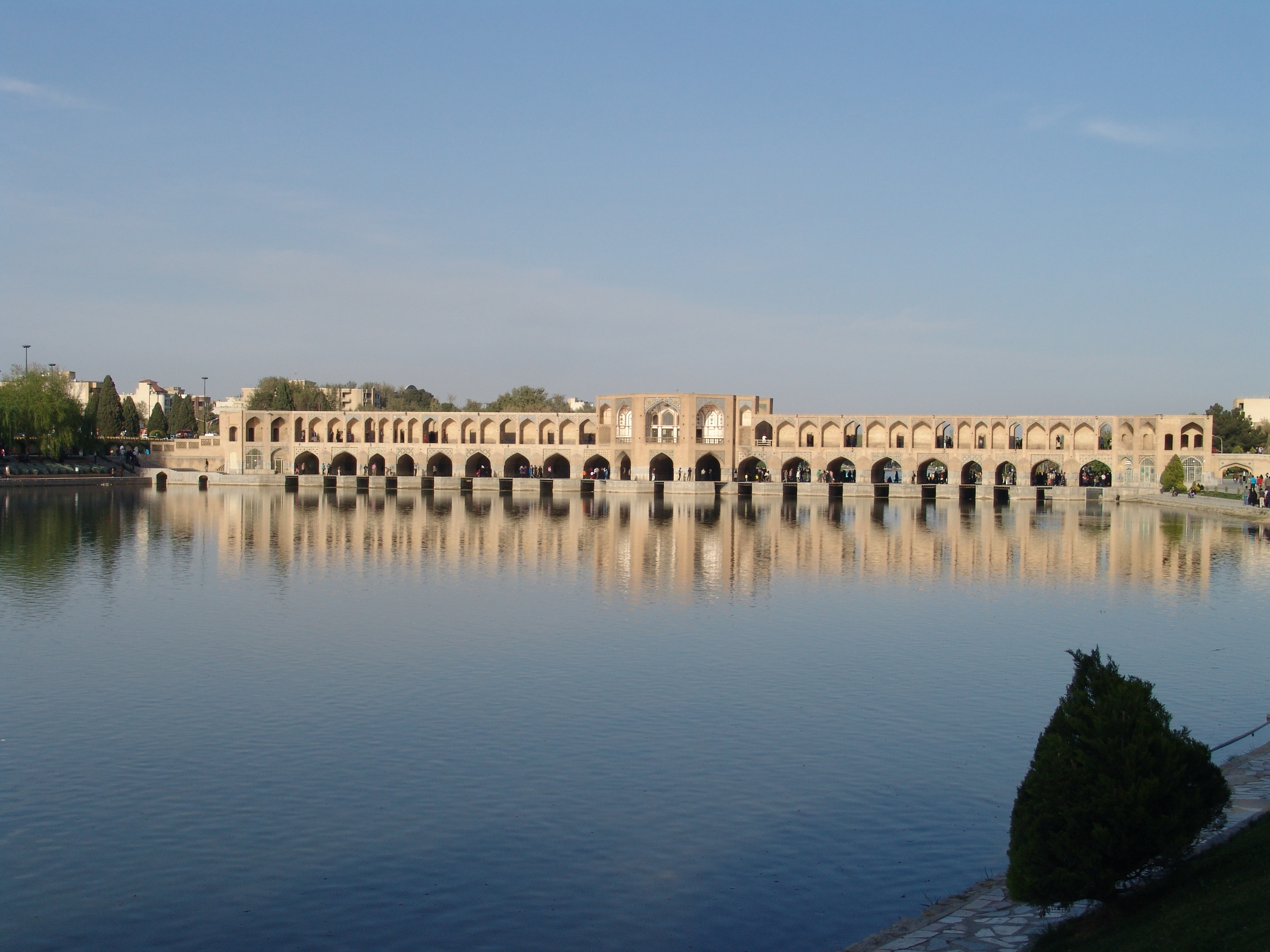
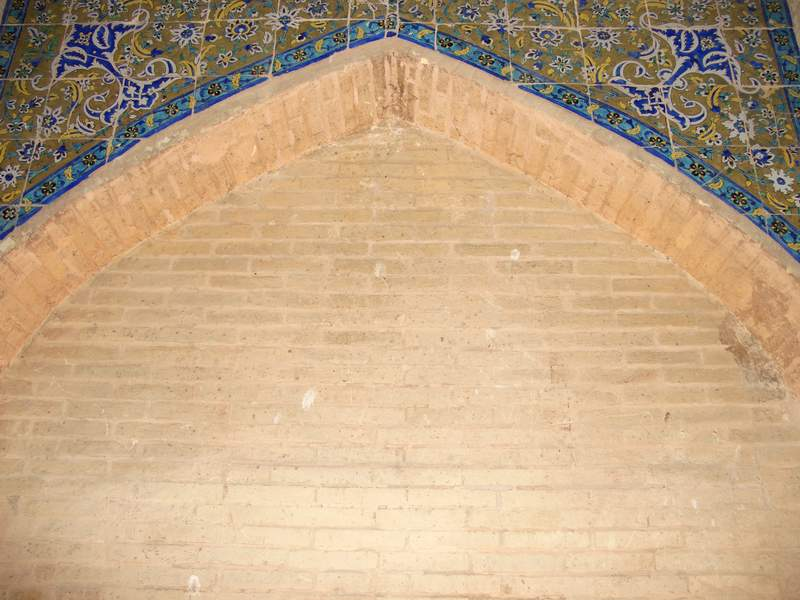
نمایی از یکی از دهانه‌های پل از داخل. با کاشی کاری‌های سَردر.
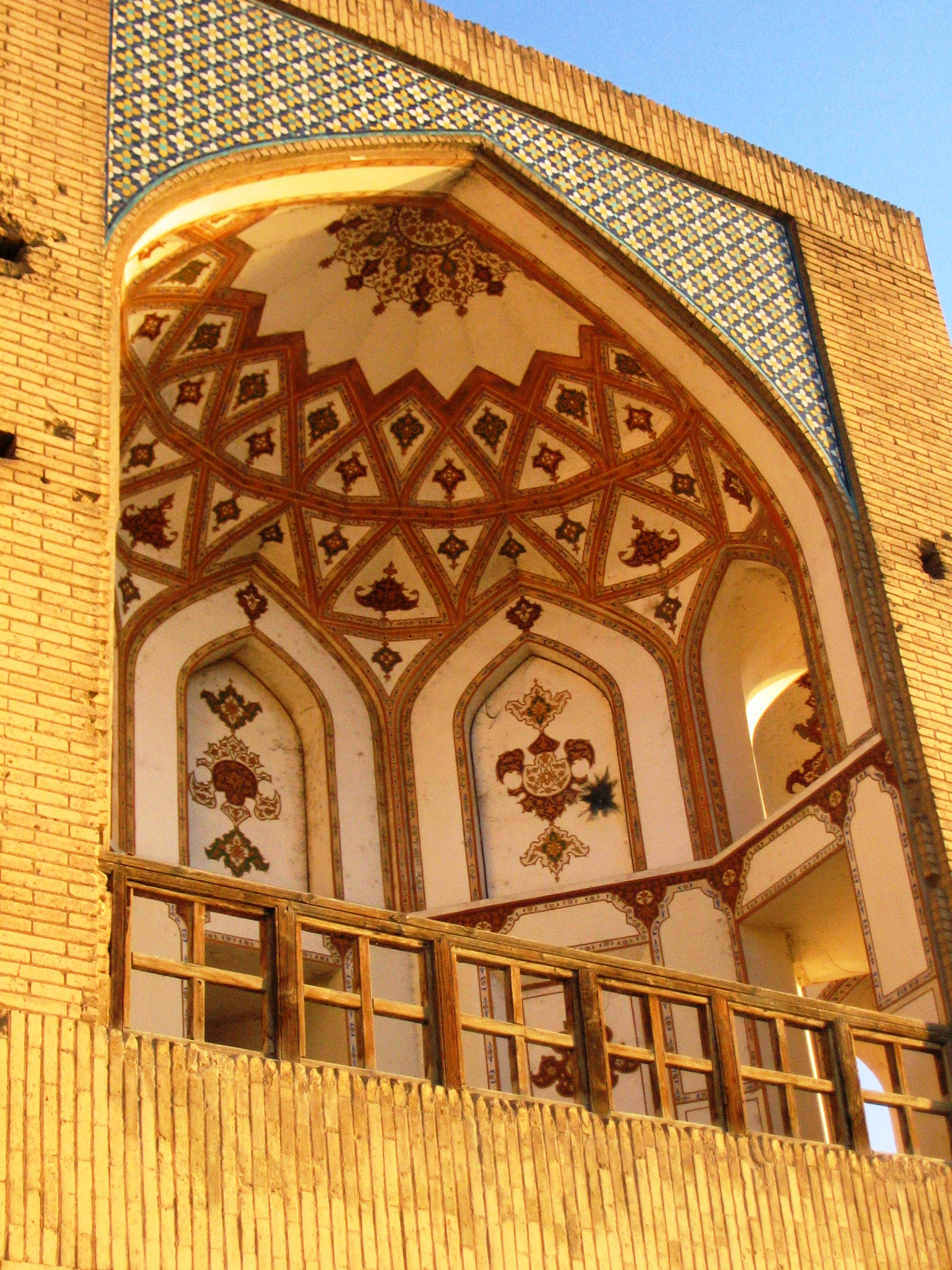
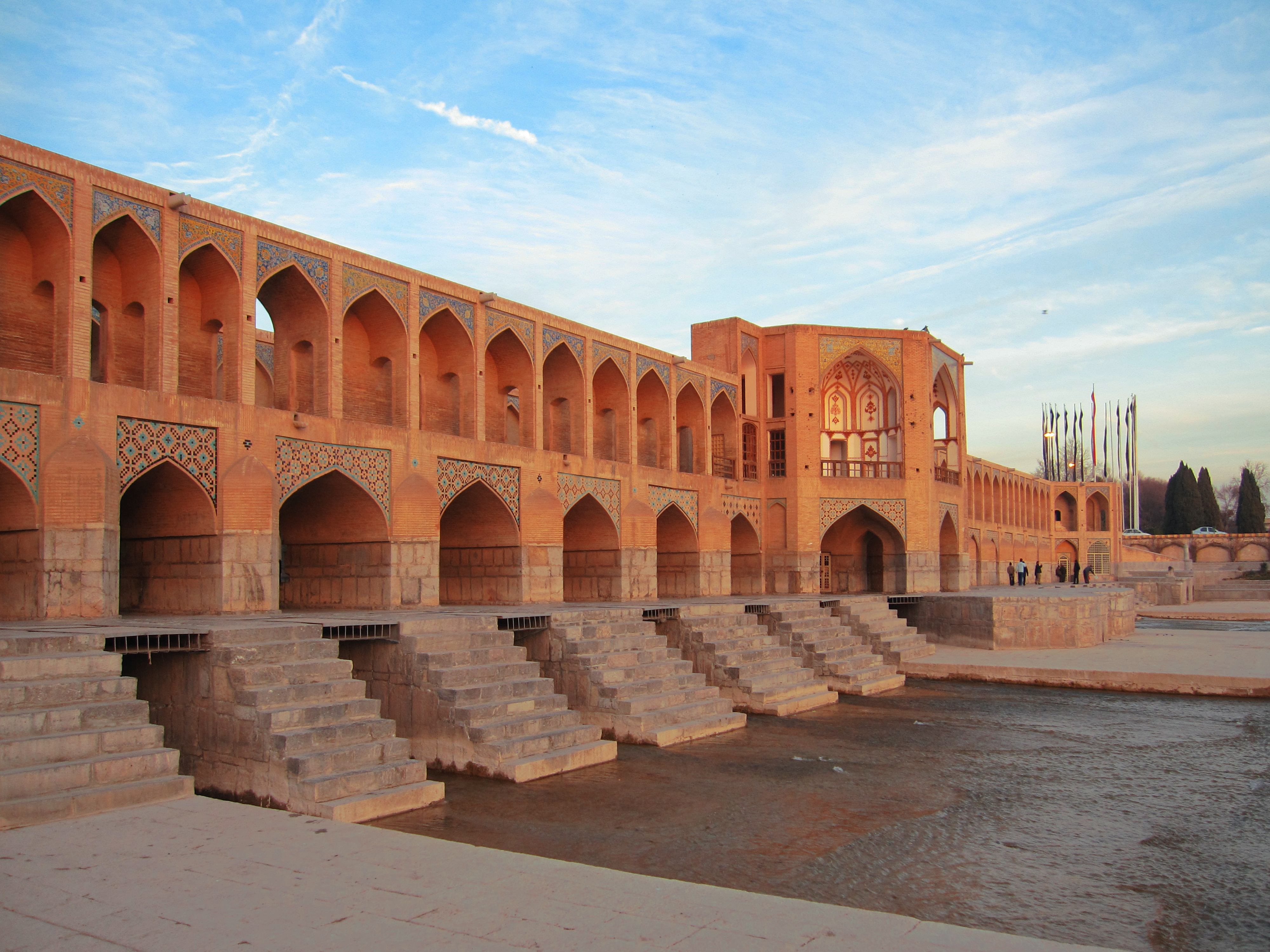
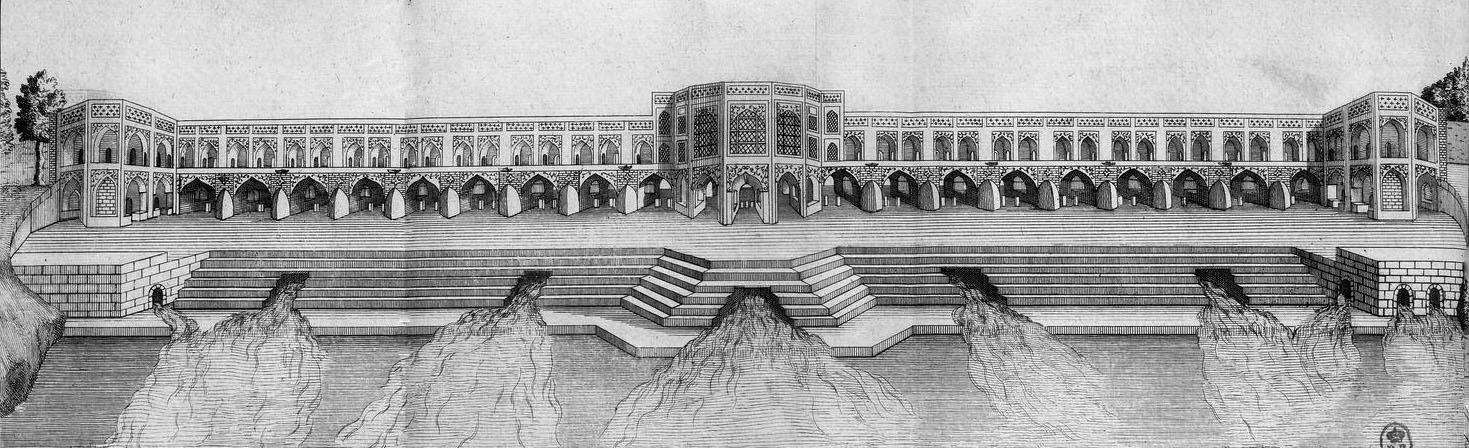
نقاشی از «پل خواجو» در سده هفدهم میلادی اثر ژان شاردن
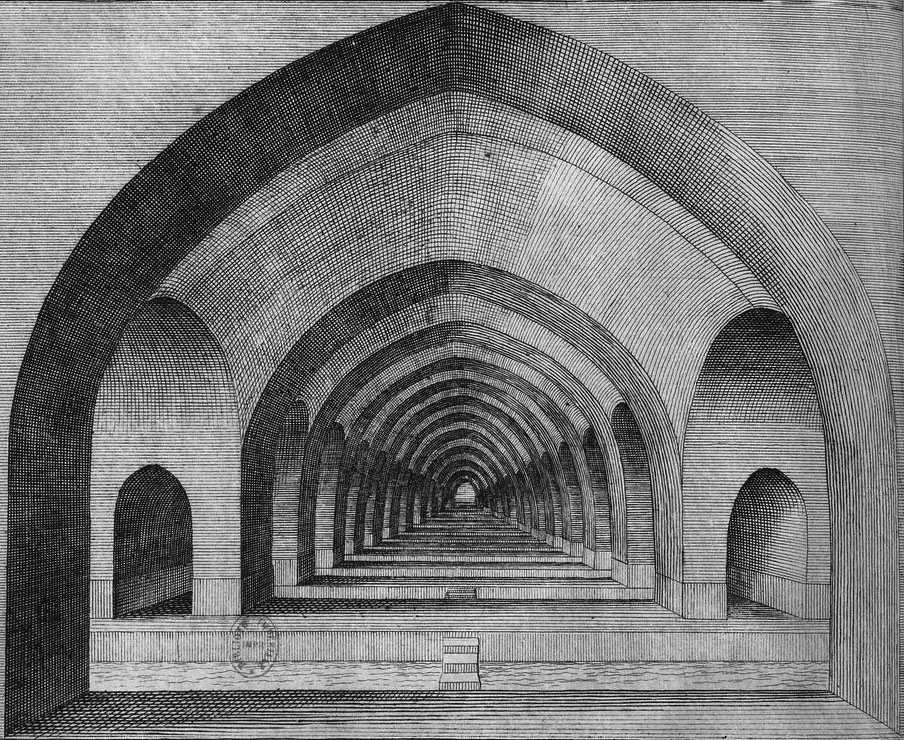
نقاشی از «پل خواجو» در سده هفدهم میلادی اثر ژان شاردن
پل خواجو،  بهمن ۱۳۰۳
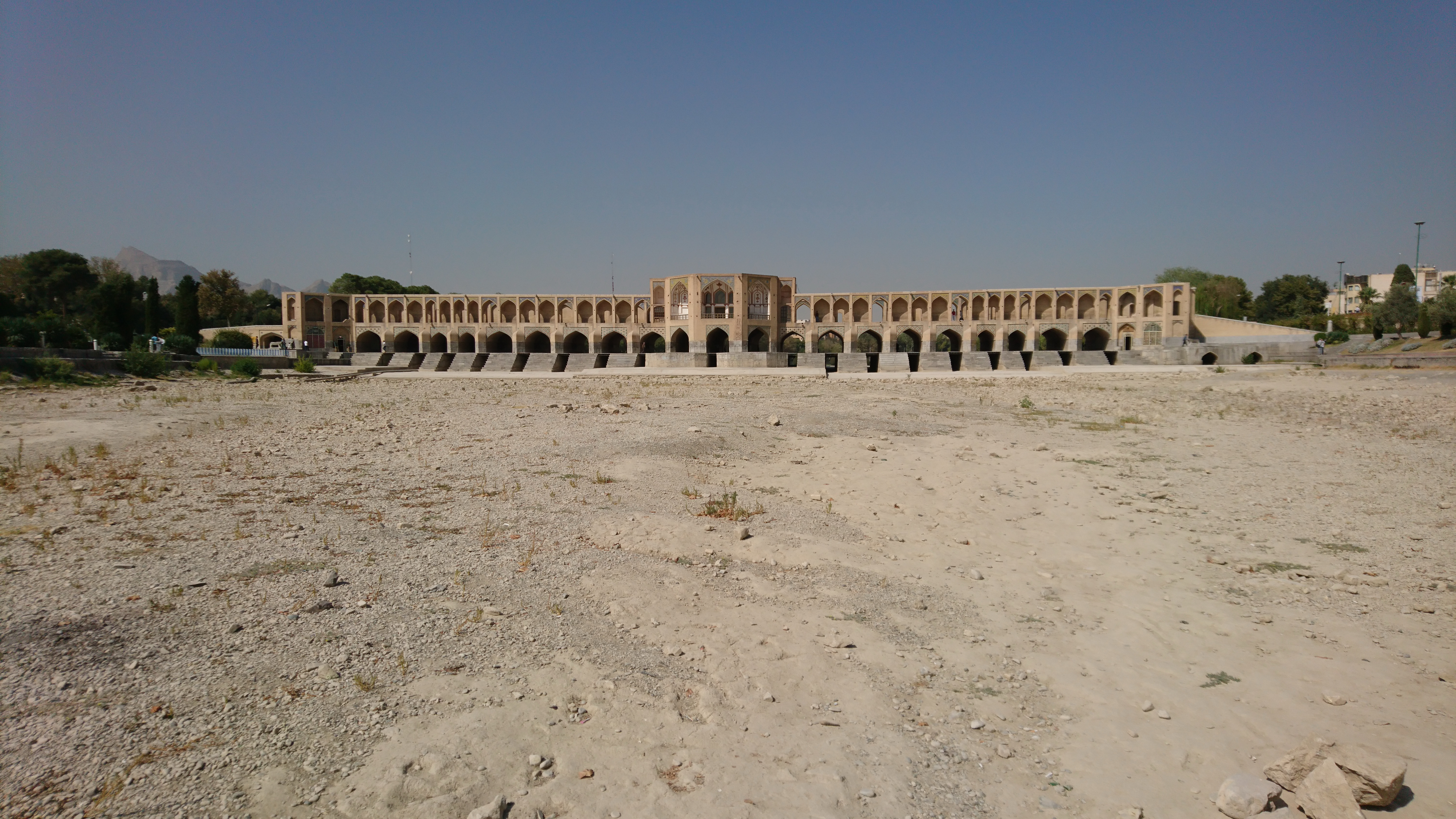
پل خواجو، زاینده‌رود و خشکسالی، تابستان ۱۳۹۷
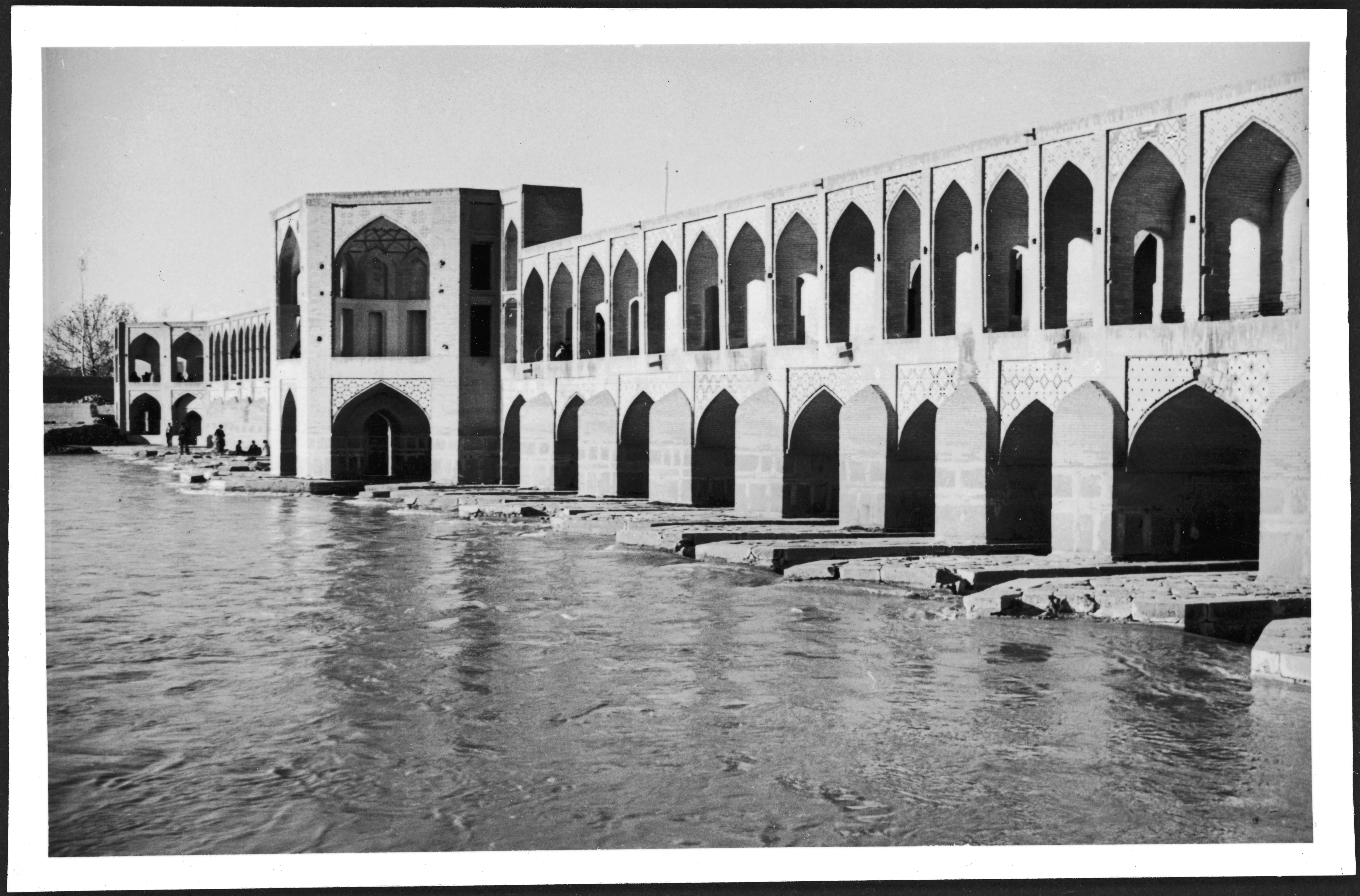
عکس پل خواجو در سال ۱۹۳۳ توسط آنه ماری شوارتسنباخ